# ОШ „Јастребачки партизани” Мерошина
ОШ „Јастребачки партизани” у Мерошини је једина установа основног образовања на територији општине Мерошине. Школа носи по партизанском одреду који се борио против окупатора за време Другог светског рата.
Први почеци школства на територији општине Мерошина забележени су 1877. године у селу Биљег.
Данашња школа је основана 1971. године. Поред матичне школе постоји још 5 осморазредних и 12 четвороразредних издвојених одељења. Матична школа располаже са шест класичних учионица и не поседује фискултурну салу. Укупан број ученика који похађају наставу је око 990.
Страни језици који се уче у школи су енглески и руски језик. Настава у матичној школи одвија се у две смене на српском језику.